# Slash's Snakepit
Slash's Snakepit foi uma banda de hard rock americana de Los Angeles formada pelo guitarrista Slash em 1993. Apesar de ser descrita como um projeto individual de Slash, ele próprio declarava que esse era um projeto igualitário com todos os membros contribuindo na composição e na produção. A primeira formação consistia em Slash com outros dois integrantes do Guns N' Roses na época, o baterista Matt Sorum e o guitarrista Gilby Clarke, com o baixista do Alice in Chains, Mike Inez, e Eric Dover, do Jellyfish, como vocalista.
O álbum de estreia da banda, It's Five O'Clock Somewhere, foi lançada pela Geffen Records em 1995 e para a turnê promocional Slash chamou James LoMenzo e Brian Tichy, do Pride & Glory, para substituir Mike e Matt, que estavam ocupados com outros assuntos. A banda tocou na América do Norte, Europa, Ásia e Oceania antes da Geffen cortar o orçamento de turnê para que o Guns se preparasse para um novo álbum, por isso a banda se separou.
Em 1996 Slash se envolveu em uma banda cover que ele chamou de Blues Ball e saiu em turnê com o grupo de R&B Chic, e em 1997 se juntou com o baixista Johnny Griparic para formar uma nova versão do grupo, que se completou com Rod Jackson, o guitarrista Ryan Roxie e o baterista Matt Laug; eles lançaram Ain't Life Grand e se apresentaram como abertura para uma turnê europeia do AC/DC e realizou sua própria turnê pelos Estados Unidos antes de se separar definitivamente em 2002, e desde então cada um de deus membros tem se dedicado a trabalhos individuais.

## História
O primeiro disco, "It's Five O'Clock Somewhere", foi lançado em 1995, enquanto ele ainda estava no Guns N' Roses (ele saiu em 1996). Resolveu lançar músicas de sua própria autoria. Conta com ajuda de Gilby Clarke (guitarra), Matt Sorum (bateria), Mike Inez (baixo) e Eric Dover (vocal).
Já o segundo e último, "Ain't Life Grand", é de 2000. A formação é totalmente diferente do primeiro e tem Rod Jackson (vocal), Keri Kelly (guitarra), Johnny Blackout (baixo), Matt Laug (bateria) e Teddy Andreadis (teclados).

## Discografia

### Álbuns de estúdio
| Ano  | Detalhes do álbum                                                                                       | Melhores posições nas paradas | Melhores posições nas paradas | Melhores posições nas paradas | Melhores posições nas paradas | Melhores posições nas paradas | Melhores posições nas paradas | Melhores posições nas paradas | Melhores posições nas paradas | Melhores posições nas paradas | Melhores posições nas paradas | Certificações              |
| Ano  | Detalhes do álbum                                                                                       | ALE                           | AUS                           | AUT                           | BEL                           | EUA                           | HUN                           | ING                           | NOR                           | SUE                           | SUI                           | Certificações              |
| ---- | --- | ----------------------------- | ----------------------------- | ----------------------------- | ----------------------------- | ----------------------------- | ----------------------------- | ----------------------------- | ----------------------------- | ----------------------------- | ----------------------------- | -------------------------- |
| 1995 | It's Five O'Clock Somewhere - Lançamento: 14 de fevereiro de 1995 - Gravadora: Geffen - Formato: CD, LP | 19                            | 26                            | 15                            | 50                            | 70                            | 32                            | 15                            | 27                            | 11                            | 15                            | - EUA: Platina - EUR: Ouro |
| 2000 | Ain't Life Grand - Lançamento: 10 de outubro de 2000 - Gravadora: Koch International - Formato: CD, LP  | —                             | —                             | —                             | —                             | —                             | —                             | —                             | —                             | —                             | 96                            |                            |

### Singles
| Ano  | Single                 | Álbum                       |
| 1995 | "Beggars & Hangers-On" | It's Five O'Clock Somewhere |
| 1996 | "Good to Be Alive"     | It's Five O'Clock Somewhere |
| 2000 | "Been There Lately"    | Ain't Life Grand            |
| 2001 | "Mean Bone"            | Ain't Life Grand            |

## Formação
| - Slash - Guitarra solo - Eric Dover - Vocal principal - Gilby Clarke- Guitarra rítmica - Mike Inez - Baixo - Matt Sorum - Bateria - Slash - Guitarra solo - Rod Jackson - Vocal principal - Ryan Roxie - Guitarra rítmica - Johnny Griparic - Baixo - Matt Laug - Bateria - James LoMenzo - Baixo (turnê de 1995) - Brian Tichy - Bateria (turnê de 1995) - Keri Kelli - Guitarra rítmica (turnê de 2000-2001) | Em It's Five O'Clock Somewhere - Dizzy Reed - Teclado - Paulinho da Costa - Percussão - Teddy Andreadis - Gaita e Teclado Em Ain't Life Grand - Teddy Andreadis - Teclado - Collin Douglas - Percussão - Jimmy Zavala - Saxofone e Gaita - Lee Thornburg - Trompete - Jeff Paris, Karen Lawrence, Kelly Hansen, Kim Nail - Backing vocals |